# Kjer veter spi
Kjer veter spi je mladinski roman Damijana Šinigoja, ki je izšel 3. marca 2020.

## Vsebina
Kjer veter spi je napeta in kompozicijsko razgibana knjiga z dvojno zgodbo. En del zgodbe predstavlja iskanje pogrešanega uslužbenca Zavoda za gozdove, drugi pa sledi fantu in dekletu, ki si hočeta privoščiti pustolovščino v jami. Njuna pustolovščina se nepredvidoma zaplete, kar postane osrednja zgodba knjige.
Za knjigo je avtor prejel nagrado Desetnica za leto 2021.